# Velika nagrada Monaka 2005
Velika nagrada Monaka 2005 je bila šesta dirka Svetovnega prvenstva Formule 1 v sezoni 2005. Odvijala se je 22. maja 2005.

## Rezultati

### Kvalifikacije
| Poz | Št | Dirkač               | Konstruktor       | Št. 1. dela | Čas 1. dela | Poz. 2. dela | Skupni čas |
| --- | -- | -------------------- | ----------------- | ----------- | ----------- | ------------ | ---------- |
| 1   | 9  | Kimi Räikkönen       | McLaren-Mercedes  | 18          | 1:13,644    | 1            | 2,30,325   |
| 2   | 5  | Fernando Alonso      | Renault           | 17          | 1:14,125    | 2            | 2,30,406   |
| 3   | 7  | Mark Webber          | Williams-BMW      | 13          | 1:14,584    | 3            | 2,31,656   |
| 4   | 6  | Giancarlo Fisichella | Renault           | 14          | 1:14,783    | 4            | 2,32,100   |
| 5   | 16 | Jarno Trulli         | Toyota            | 16          | 1:15,189    | 7            | 2,32,590   |
| 6   | 8  | Nick Heidfeld        | Williams-BMW      | 9           | 1:15,128    | 6            | 2,32,883   |
| 7   | 14 | David Coulthard      | Red Bull-Cosworth | 11          | 1:15,329    | 8            | 2,33,867   |
| 8   | 1  | Michael Schumacher   | Ferrari           | 4           | 1:16,186    | 11           | 2,34,736   |
| 9   | 11 | Jacques Villeneuve   | Sauber-Petronas   | 5           | 1:15,921    | 9            | 2,34,936   |
| 10  | 2  | Rubens Barrichello   | Ferrari           | 10          | 1:16,142    | 10           | 2,34,983   |
| 11  | 12 | Felipe Massa         | Sauber-Petronas   | 8           | 1:16,218    | 12           | 2,35,120   |
| 12  | 15 | Vitantonio Liuzzi    | Red Bull-Cosworth | 1           | 1:16,817    | 13           | 2,37,152   |
| 13  | 20 | Patrick Friesacher   | Minardi-Cosworth  | 2           | 1:18,574    | 14           | 2,40,810   |
| 14  | 21 | Christijan Albers    | Minardi-Cosworth  | 3           | 1:19,229    | 15           | 2,42,206   |
| 15  | 18 | Tiago Monteiro       | Jordan-Toyota     | 7           | 1:19,408    | 16           | 2,43,078   |
| 16  | 10 | Juan Pablo Montoya#  | McLaren-Mercedes  | 12          | 1:14,858    | 5            | brez časa  |
| 17  | 19 | Narain Karthikeyan*  | Jordan-Toyota     | 6           | 1:19,474    | 17           | 2,43,422   |
| 18  | 17 | Ralf Schumacher      | Toyota            | 15          | brez časa   | 18           | brez časa  |

* = Narain Karthikeyan je moral zamenjati motor
# = Montoyin sobotni čas 1:14,858 je bil zbrisan zaradi vloge v nesreči v petek

### Dirka
| Poz | Št | Dirkač               | Konstruktor       | Krogi | Čas/Odstop  | Št. m. | Toč |
| --- | -- | -------------------- | ----------------- | ----- | ----------- | ------ | --- |
| 1   | 9  | Kimi Räikkönen       | McLaren-Mercedes  | 78    | 1:45:15,556 | 1      | 10  |
| 2   | 8  | Nick Heidfeld        | Williams-BMW      | 78    | + 13,877 s  | 6      | 8   |
| 3   | 7  | Mark Webber          | Williams-BMW      | 78    | + 18,484 s  | 3      | 6   |
| 4   | 5  | Fernando Alonso      | Renault           | 78    | + 36,487 s  | 2      | 5   |
| 5   | 10 | Juan Pablo Montoya   | McLaren-Mercedes  | 78    | + 36,647 s  | 16     | 4   |
| 6   | 17 | Ralf Schumacher      | Toyota            | 78    | + 37,117 s  | 18     | 3   |
| 7   | 1  | Michael Schumacher   | Ferrari           | 78    | + 37,223 s  | 8      | 2   |
| 8   | 2  | Rubens Barrichello   | Ferrari           | 78    | + 37,570 s  | 10     | 1   |
| 9   | 12 | Felipe Massa         | Sauber-Petronas   | 77    | +1 krog     | 11     |     |
| 10  | 16 | Jarno Trulli         | Toyota            | 77    | +1 krog     | 5      |     |
| 11  | 11 | Jacques Villeneuve   | Sauber-Petronas   | 77    | +1 krog     | 9      |     |
| 12  | 6  | Giancarlo Fisichella | Renault           | 77    | +1 krog     | 4      |     |
| 13  | 18 | Tiago Monteiro       | Jordan-Toyota     | 75    | +3 krogi    | 15     |     |
| 14  | 21 | Christijan Albers    | Minardi-Cosworth  | 73    | +5 krogov   | 14     |     |
| Ods | 15 | Vitantonio Liuzzi    | Red Bull-Cosworth | 59    | Trčenje     | 12     |     |
| Ods | 20 | Patrick Friesacher   | Minardi-Cosworth  | 29    | Trčenje     | 13     |     |
| Ods | 14 | David Coulthard      | Red Bull-Cosworth | 23    | Trčenje     | 7      |     |
| Ods | 19 | Narain Karthikeyan   | Jordan-Toyota     | 18    | Hidravlika  | 17     |     |